# Канариум
Кана́риум (лат. Canárium) — род тропических и субтропических древесных растений семейства Бурзеровые (Burseraceae), включающий более 80 видов.

## Распространение и среда обитания
Естественным образом произрастают в тропической Африке, на востоке Мадагаскара и на Маврикии; в тропических районах Азии, в Индии, на юге Китая, в Индонезии и на Филиппинах. Некоторые виды культивируются в Австралии.

## Ботаническое описание
Обычно крупные вечнозелёные деревья высотой до 40—50 метров, с очерёдными листьями.
|                                                             |
|                                                             |
| Блюдо с плодами Canarium album и орехи Canarium resiniferum |

## Значение и применение
Некоторые виды имеют плоды со съедобными ядрами, например, Канариум индийский (Canarium indicum), Канариум филиппинский (Canarium ovatum), Canarium harveyi.
Канариум индийский является одними из самых важных орехоплодных деревьев в восточной Индонезии и юго-западной части Тихого океана. Канариум филиппинский широко культивируется на Филиппинах.
Canarium odontophyllum является источником вкусных и питательных плодов, по вкусу напоминающих авокадо, которые употребляются в пищу после замачивания в тёплой воде. Плоды содержат белки, жиры и углеводы, что делает их ценной пищей. Кроме того, плоды этого растения охотно поедают некоторые животные, такие как рыжебрюхий лемур (Eulemur rubriventer) и лемуры вари (Varecia), обитающие в тропических лесах Мадагаскара.
Вид Canarium luzonicum служит источником смолы (живицы), которую собирают на Филиппинах.

## Виды
По информации базы данных The Plant List (2013), род включает 88 видов:
- Canarium acutifolium (DC.) Merr.
- Canarium album (Lour.) DC.
- Canarium apertum H.J.Lam
- Canarium asperum Benth.
- Canarium australasicum (F.M.Bailey) Leenh.
- Canarium australianum F.Muell.
- Canarium balansae Engl.
- Canarium balsamiferum Willd.
- Canarium batjanense Leenh.
- Canarium bengalense Roxb.
- Canarium caudatum King
- Canarium cestracion Leenh.
- Canarium chinare Grutt. & H.J.Lam
- Canarium cinereum Guillaumin
- Canarium copaliferum A.Chev.
- Canarium decumanum Gaertn.
- Canarium denticulatum Blume
- Canarium dichotomum (Blume) Miq.
- Canarium divergens Engl.
- Canarium engleri H.J.Lam
- Canarium euphyllum Kurz
- Canarium euryphyllum G.Perkins
- Canarium fuscocalycinum Stapf ex Ridl.
- Canarium gracile Engl.
- Canarium grandifolium (Ridl.) H.J.Lam
- Canarium harami Bojer
- Canarium harveyi Seem.
- Canarium hirsutum Willd.
- Canarium indicum L. typus[2] — Канариум индийский
- Canarium intermedium H.J.Lam
- Canarium kaniense Lauterb.
- Canarium karoense H.J.Lam
- Canarium kerrii Craib
- Canarium kinabaluense Leenh.
- Canarium kipella (Blume) Miq.
- Canarium kostermansii Leenh.
- Canarium lamii Leenh.
- Canarium latistipulatum Ridl.
- Canarium liguliferum Leenh.
- Canarium littorale Blume
- Canarium luzonicum (Blume) A.Gray
- Canarium lyi C.D.Dai & Yakovlev
- Canarium macadamii Leenh.
- Canarium madagascariense Engl.
- Canarium maluense Lauterb.
- Canarium megacarpum Leenh.
- Canarium megalanthum Merr.
- Canarium merrillii H.J.Lam
- Canarium muelleri F.M.Bailey
- Canarium odontophyllum Miq.
- Canarium oleiferum Baill.
- Canarium oleosum (Lam.) Engl.
- Canarium ovatum Engl. — Канариум филиппинский
- Canarium paniculatum (Lam.) Benth. ex Engl.
- Canarium parvum Leenh.
- Canarium patentinervium Miq.
- Canarium perlisanum Leenh.
- Canarium pilososylvestre Leenh.
- Canarium pilosum A.W.Benn.
- Canarium pimela K.D.Koenig
- Canarium polyphyllum K.Schum.
- Canarium pseudodecumanum Hochr.
- Canarium pseudopatentinervium H.J.Lam
- Canarium pseudopimela Kochummen
- Canarium pseudosumatranum Leenh.
- Canarium reniforme Kochummen & Whitmore
- Canarium resiniferum Bruce ex King
- Canarium rigidum (Blume) Zipp. ex Miq.
- Canarium rotundifolium Guillaumin
- Canarium sarawakanum Kochummen
- Canarium schweinfurtii Engl.
- Canarium sikkimense King
- Canarium solomonense B.L.Burtt
- Canarium strictum Roxb.
- Canarium subulatum Guillaumin
- Canarium sumatranum Boerl. & Koord.
- Canarium sylvestre Gaertn.
- Canarium thorelianum Guillaumin
- Canarium trifoliolatum Engl.
- Canarium trigonum H.J.Lam
- Canarium vanikoroense Leenh.
- Canarium venosum Craib
- Canarium vitiense A.Gray
- Canarium vittatistipulatum Guillaumin
- Canarium vrieseanum Engl.
- Canarium vulgare Leenh.
- Canarium whitei Guillaumin
- Canarium zeylanicum (Retz.) Blume

Ещё некоторое число видовых названий этого рода имеет в The Plant List (2013) статус unresolved name, то есть относительно этих названий нельзя однозначно сказать, следует ли их использовать как названия самостоятельных видов — либо их следует свести в синонимику других таксонов.